# Cheung Chi Keung
 (juillet 2011).
Si vous disposez d'ouvrages ou d'articles de référence ou si vous connaissez des sites web de qualité traitant du thème abordé ici, merci de compléter l'article en donnant les références utiles à sa vérifiabilité et en les liant à la section « Notes et références ».
Cheung Chi Keung, également orthographié Cheung Tze-keung (chinois simplifié : 张子强 ; chinois traditionnel : 張子強 ; pinyin : Zhāng Ziqiáng ; cantonais Jyutping : Zoeng¹ Zi²-koeng⁴) surnommé « Big Spender », né le 7 avril 1955 et mort le 5 décembre 1998 à la suite d'une condamnation à mort, est un criminel connu pour avoir enlevé Walter Kwok (en), ainsi que Victor Li, fils de Li Ka-Shing. Il demanda une rançon de 134 000 000 $ en échange de la libération de Victor Li. À la suite de l'enlèvement, il fut arrêté, puis exécuté, en 1998.